# گلشن (رفسنجان)
گلشن یک روستا در ایران است که در بخش کشکوئیه شهرستان رفسنجان واقع شده‌است.